# Hubert Gay-Couttet
Pour les personnes de même nom de famille, voir Gay.
Hubert Gay-Couttet, né en 1951 à Chamonix, est un journaliste suisse travaillant à la Radio Télévision suisse.

## Biographie
Il est le descendant d'une famille de pionniers de la photographie de montagne comptant Michel Couttet, Auguste Couttet, Justin Gay, son grand-père, et Roland Gay-Couttet, son père,,. Il a un frère cadet. 
En septembre 1968, il est victime d'un grave accident à l'Aiguille d'Argentière alors qu'il accompagne son père pour prendre des photos : une corniche casse et le fait chuter de 500 m avec son guide, tué sur le coup. Il s'en sort pour sa part avec de multiples fractures. 
Après avoir obtenu sa licence de l'École supérieure d'enseignement du journalisme de Strasbourg, il devient journaliste indépendant pour la presse écrite et la radio, notamment pour le Le Dauphiné libéré. Sa carrière suisse début en 1982, lorsqu'il obtient le poste d'adjoint du chef de la rubrique politique étrangère, à la rédaction du quotidien La Suisse.
Sept ans plus tard, en 1989, il réoriente sa carrière dans le monde télévisuel en entrant à la Télévision suisse romande, où il a occupé plusieurs postes :
- 1989 - 1991, journaliste de la rubrique politique étrangère ;
- 1992 - 1996, présentateur de l'édition de 19h30 du journal ;
- 1996 - 2011, coproducteur avec Dominique Huppi de l'émission Question d'images ;
- 2002 - 2004, présentateur de l'édition de 22h30/23h15 du journal ;
- 2005 - 2010, chef de la rubrique politique étrangère ;
- Depuis 2010, journaliste au département des sports, où il présente notamment les émissions :
  - Café des Sports[4] ;
  - Grand-Plateau, lors du Tour de Romandie 2011.

Il habite à Icogne, dans le canton du Valais,. Il a un fils, prénommé Antoine.